# Pi Aurigae
Pi Aurigae (π Aur / π Aurigae) è una stella gigante brillante rossa di magnitudine 4,35 situata nella costellazione dell'Auriga. Dista 841 anni luce dal sistema solare.

## Osservazione
Si tratta di una stella situata nell'emisfero celeste boreale. La sua posizione è fortemente boreale e ciò comporta che la stella sia osservabile prevalentemente dall'emisfero nord, dove si presenta circumpolare anche da gran parte delle regioni temperate; dall'emisfero sud la sua visibilità è invece limitata alle regioni temperate inferiori e alla fascia tropicale. La sua magnitudine pari a 4,4 fa sì che possa essere scorta solo con un cielo sufficientemente libero dagli effetti dell'inquinamento luminoso.
Il periodo migliore per la sua osservazione nel cielo serale ricade nei mesi compresi fra fine ottobre e aprile; nell'emisfero nord è visibile anche per un periodo maggiore, grazie alla declinazione boreale della stella, mentre nell'emisfero sud può essere osservata limitatamente durante i mesi dell'estate australe.

## Caratteristiche fisiche
La stella è una gigante brillante rossa classificata come variabile irregolare; la sua magnitudine fluttua tra la 4,24 e 4,34. Possiede una magnitudine assoluta di -2,71 e la sua velocità radiale positiva indica che la stella si sta allontanando dal sistema solare.